# Yokokimthurston
| Recensione | Giudizio |
| ---------- | -------- |
| AllMusic   | [ 1 ]    |

Yokokimthurston è un album discografico di Yōko Ono, Kim Gordon e Thurston Moore, pubblicato in collaborazione con la Chimera Music il 25 settembre 2012.
Early in the Morning fu l'unico singolo estratto dall'album, e venne pubblicato il 5 giugno 2012.

## Tracce
Testi e musiche di Kim Gordon, Thurston Moore e Yoko Ono.
1. I Missed You Listening – 9:58
2. Running the Risk – 9:38
3. I Never Told You, Did I? – 7:04
4. Mirror Mirror – 9:45
5. Let's Get There – 9:34
6. Early in the Morning – 14:36